# Fundación "la Caixa"
La Fundación Bancaria "la Caixa", conocida comercialmente como Fundación "la Caixa", es una fundación bancaria española. Su sede social se ubica en Barcelona.
Se trata de la entidad resultante de la trasformación de la Caja de Ahorros y Pensiones de Barcelona (La Caixa) en fundación bancaria, realizada en 2014 para cumplir con la Ley de Cajas de Ahorros y Fundaciones Bancarias (Ley 26/2013, de 27 de diciembre). Su misión es la gestión de la obra social y cultural heredada de la caja de ahorros.
A 31 de diciembre de 2024, era la principal accionista de CaixaBank, con un 31,222% del capital (a través de Criteria Caixa).

## Historia

### Constitución
El 27 de julio de 1990 la Caja de Pensiones para la Vejez y de Ahorros de Cataluña y Baleares (La Caixa), fundada en 1904, absorbió la Caja de Ahorros y Monte de Piedad de Barcelona (Caja Barcelona), fundada en 1844, formándose la Caja de Ahorros y Pensiones de Barcelona, que mantuvo el nombre comercial de "la Caixa". 
En 1995, La Caixa abre las primeras oficinas de representación internacional en Oporto (Portugal) y Bruselas (Bélgica).
En noviembre de 2006, el Consejo de Administración de La Caixa aprobó la salida a bolsa de su cartera de participadas, a través de la sociedad Criteria CaixaCorp, que se hizo efectiva el 10 de octubre de 2007.
En 2007, la entidad abrió un total de 294 nuevas oficinas cerrando el año con un total de 5.480 oficinas, dos de ellas ubicadas en el extranjero, en Varsovia (Polonia) y Bucarest (Rumanía) y en 2009 en Casablanca (Marruecos).
En enero de 2008, La Caixa compró parte del negocio de banca privada de Morgan Stanley en España por un importe que ronda los 600 millones de euros y en 2010, el grupo adquirió Caixa Girona, siendo una de las tres operaciones de integración de cajas que no requirió ayuda del FROB. En 2008 cuenta con oficinas de representación en el Reino Unido, Francia, Bélgica, Italia, Alemania, Portugal, Marruecos y China.
El 29 de enero de 2008, Criteria CaixaCorp fue incluida en el IBEX 35. Asimismo, La Caixa adquirió el 14,91 % del capital del Bank of East Asia.
Tiene una cartera de participaciones industriales en sociedades de los sectores de las infraestructuras, la energía y las comunicaciones, entre otros.

### Segregación del negocio bancario en CaixaBank y reestructuración del grupo

Estructura del grupo La Caixa tras su reestructuración en 2010

El 27 de enero de 2011, en el contexto de la reestructuración del sistema financiero en España, el consejo de administración de La Caixa dio a conocer una reorganización completa del grupo. La caja de ahorros traspasaría su negocio bancario por completo (red de oficinas, cartera de clientes, activos, capital bancario,...) a una filial participada mayoritariamente por la propia caja (~74 %), la cual adoptó el nombre de CaixaBank, anteriormente conocida como Criteria CaixaCorp.
De esta forma La Caixa dejó de tener negocio de banca minorista, y su única actividad quedó limitada al mantenimiento de la obra social. A pesar de que no sea ya la caja de ahorros la que opera financieramente, CaixaBank decidió, en sus oficinas y en la relación comercial con sus clientes, usar el seudónimo comercial de "la Caixa", dejando la marca "CaixaBank" sólo para uso institucional.
Paralelamente, en julio de 2011, se creó otra filial del grupo, en este caso participada al 100 % por La Caixa, llamada Criteria CaixaHolding, que no cotizaría en bolsa y aglutinaría las participaciones menos atractivas bursátilmente como los servicios inmobiliarios (Servihábitat) y las participaciones industriales (Gas Natural Fenosa, Abertis...) y en PortAventura World.
CaixaBank, que sí cotiza en bolsa, se quedó con el negocio bancario, el asegurador (SegurCaixa) y las participaciones en bancos extranjeros y en Telefónica y Repsol, más atractivas financieramente.

### Transformación en fundación bancaria
El 10 de abril de 2014, se anunció que en la asamblea general ordinaria del 22 de mayo se decidiría su transformación en fundación bancaria para cumplir con la Ley de Cajas de Ahorros y Fundaciones Bancarias, la cual obliga a que las cajas de ahorros con actividad bancaria indirecta debían liquidarse y transformarse en fundaciones, que fuesen las responsables de gestionar la obra social. Esto llevaría consigo un proceso de reorganización del grupo, que supondría, por un lado la disolución y liquidación de la Fundación La Caixa y, por otro lado, el traspaso a Criteria CaixaHolding (100% de La Caixa) de la participación en CaixaBank.
El 22 de mayo de 2014, la asamblea general de La Caixa aprobó su transformación en una fundación bancaria.
La fundación fue constituida el 17 de junio de 2014. Como consecuencia, se produciría, por un lado, la disolución y liquidación de la Fundación La Caixa, con la cesión global de sus activos y pasivos a favor de la Fundación Bancaria La Caixa, y, por otro, el traspaso a favor de Criteria CaixaHolding de la participación de La Caixa en CaixaBank, de modo que la fundación bancaria pasaría a ostentar su participación en CaixaBank a través de Criteria CaixaHolding, y de los instrumentos de deuda de los que era emisor La Caixa. De esta forma, el grupo encabezado por la nueva Fundación Bancaria La Caixa tendría como actividades principales: la gestión de la totalidad de la Obra Social, las de naturaleza financiera relativas a la gestión de su participación en CaixaBank, las de administración de los instrumentos de deuda que tienen a La Caixa como emisor, y las de gestión de las inversiones en sectores distintos del financiero agrupadas hasta el momento en Criteria CaixaHolding. La liquidación de la Fundación La Caixa se produjo el 16 de octubre de 2014 mientras que el traspaso de la participación en CaixaBank se produjo el 14 de octubre de 2014.
El 26 de junio de 2014, el presidente de CaixaBank y hasta entonces presidente de la caja de ahorros, Isidro Fainé, fue elegido presidente del Patronato de la Fundación Bancaria La Caixa.
En diciembre de 2018, la entidad eliminó la palabra "bancaria" de su imagen y pasó a utilizar el nombre de la Fundación "la Caixa".

## Participaciones
La fundación gestiona las participaciones accionariales del Grupo a través de Criteria Caixa (anteriormente, Criteria CaixaHolding), una sociedad instrumental patrimonialista controlada al 100% por la fundación.
Entre las participaciones de Criteria Caixa, se encuentra la que posee en CaixaBank (a 31 de diciembre de 2024, un 31,222%), así como las que posee en las siguientes empresas: Naturgy, Saba, Grupo Agbar, Grupo Financiero Inbursa, Grupo ACS, Inmobiliaria Colonial, BEA, Puig y Telefónica.

## Obra social

### Actividad
En 2018, la fundación contaba con un presupuesto de 520 millones de euros. Esta fundación, una de las más importantes del mundo, apoyó en 2017, a través de cerca de 50 000 iniciativas, a más de 11 millones de personas.
En 2016, el 60% de los recursos de la fundación se destinó al área social, el 20% a investigación y otro 20% a divulgar la cultura y la ciencia.
Sus ámbitos de actuación principales son la ayuda a la integración laboral de las personas en riesgo de exclusión social, las becas de ayuda al estudio, la divulgación cultural y científica, la cohesión social, el medio ambiente, la salud, la atención a enfermos avanzados, la integración de niños con problemas educativos o de recursos (CaixaProInfancia), el envejecimiento activo, Voluntariado, vivienda asequible, cooperación internacional... Cuenta con programas de becas, voluntariado y ayuda a la educación.

### Centros culturales

#### CaixaForum
Son centros culturales, centrados en el mundo de las bellas artes repartidos por toda España conocidos bajo el nombre de CaixaForum. En 2014, contaba con siete centros CaixaForum: CaixaForum Barcelona, CaixaForum Madrid, CaixaForum Palma, CaixaForum Lleida, CaixaForum Girona, CaixaForum Tarragona, CaixaForum Sevilla y CaixaForum Zaragoza. También está proyectado CaixaForum Valencia. En 2012, los centros CaixaForum recibieron 2 425 228 visitantes.
En las ciudades sin centro permanente CaixaForum, se organizan periódicamente exposiciones itinerantes por toda la geografía española, relacionadas con la concienciación social y la divulgación científica y cultural.

#### CosmoCaixa
Son museos interactivos de divulgación científica, uno en Barcelona (premiado con el mejor Museo del año en 2006 por el European Museum Forum) y otro en Alcobendas (Madrid), llamados respectivamente CosmoCaixa Barcelona y CosmoCaixa Madrid. En 2012, los centros CosmoCaixa recibieron 1 087 884 visitantes.

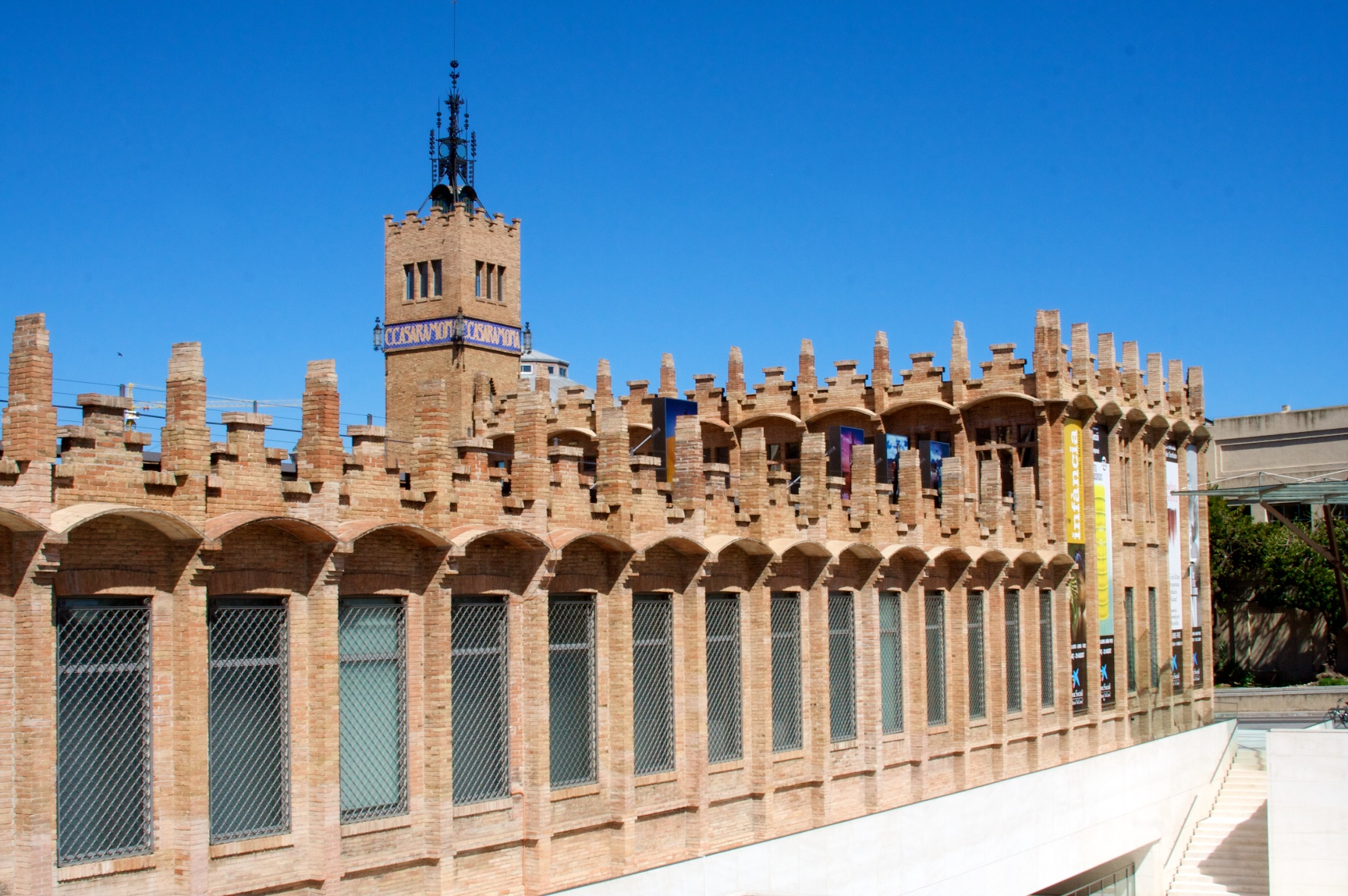
Edificio CaixaForum de Barcelona.
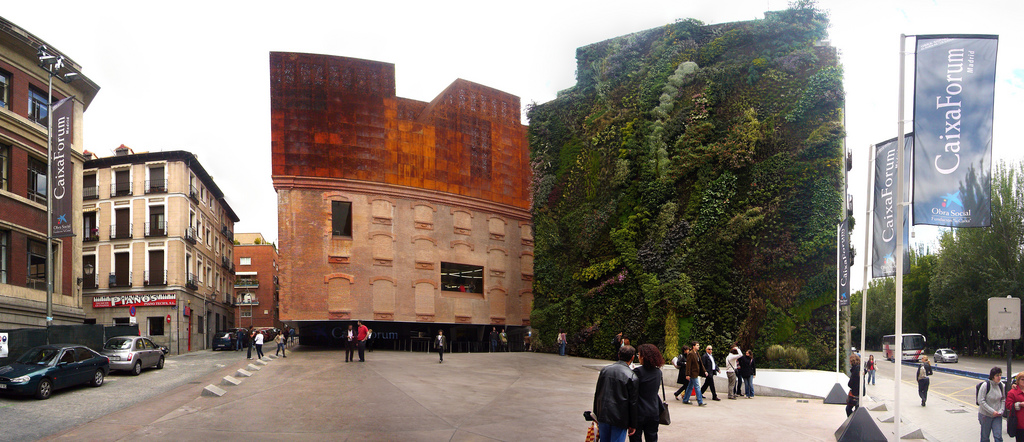
Edificio CaixaForum de Madrid.
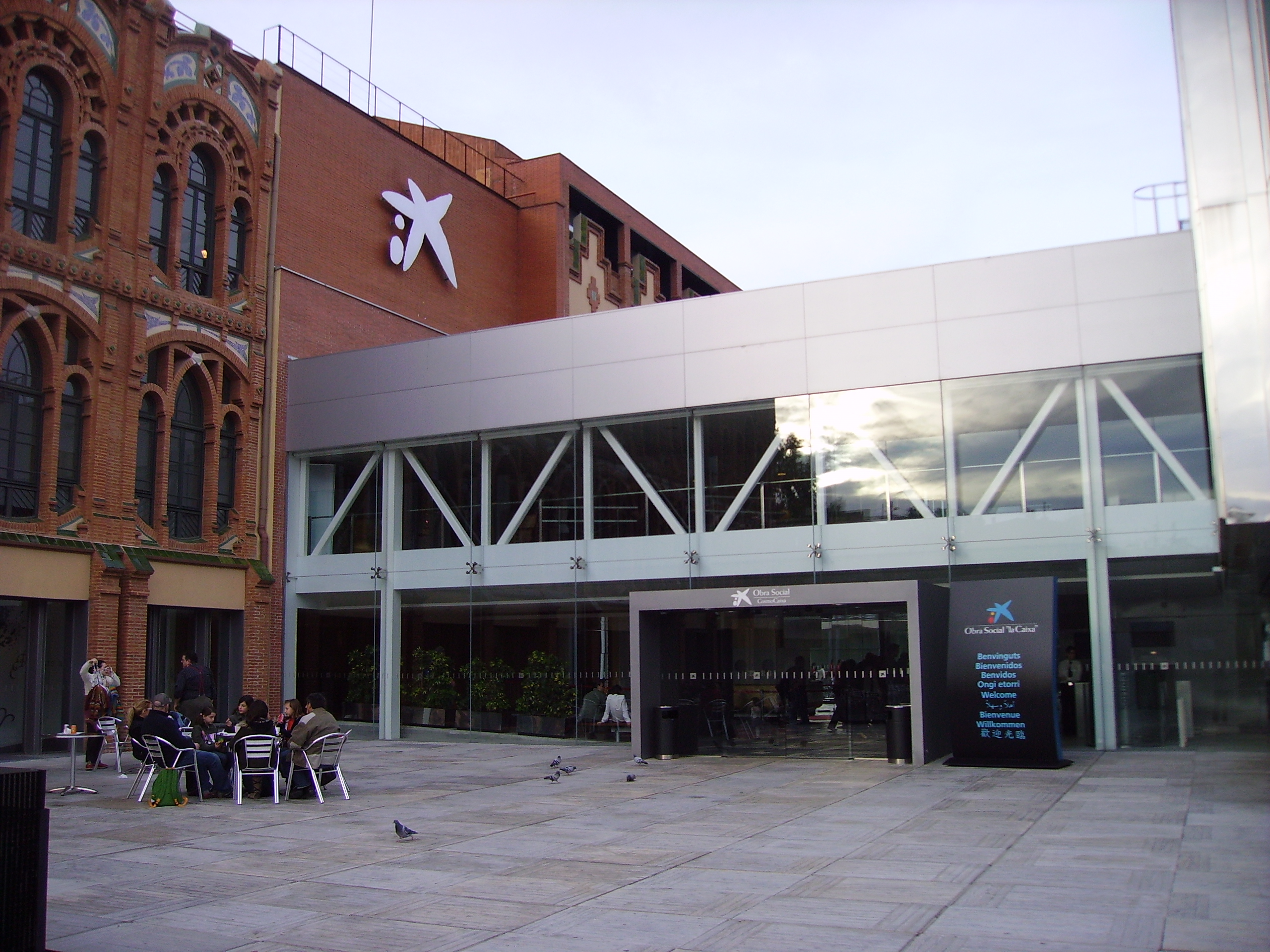
CosmoCaixa Barcelona.
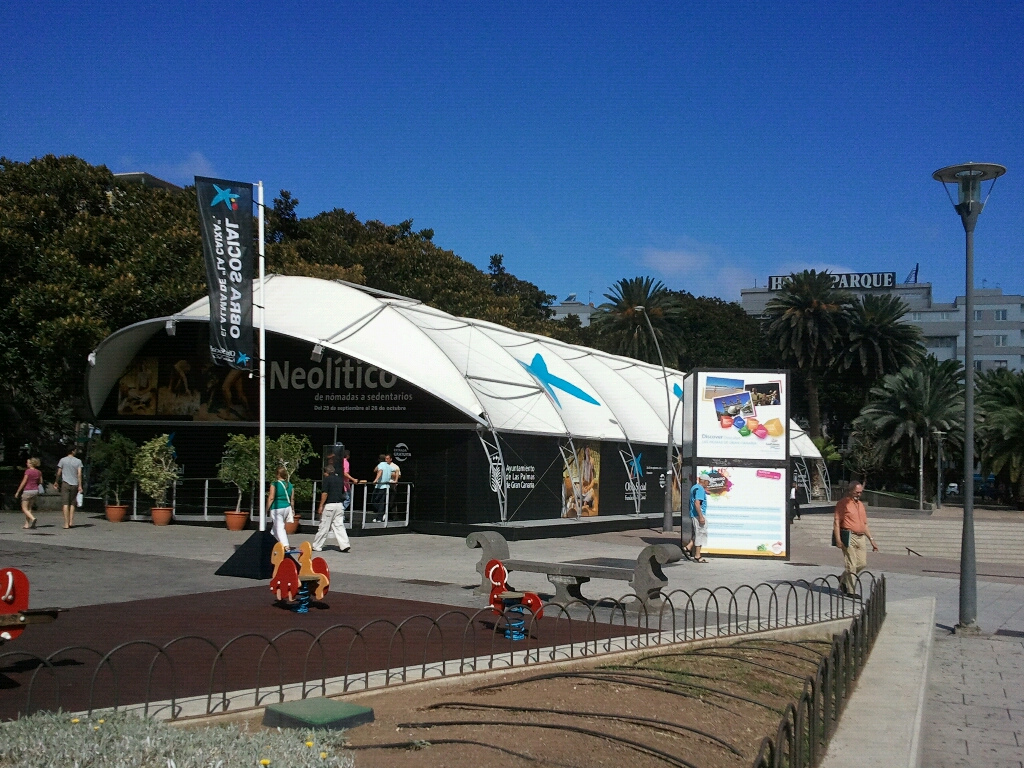
Exposición Itinerante CaixaForum en Las Palmas de Gran Canaria.

### Programas sociales

#### Programa de becas
Programa de becas de posgrado creado en 1982. Comenzó con un presupuesto de 368 000 € y la asignación de 34 becas para ir a Estados Unidos. Poco a poco se fueron incrementando progresivamente el número de becas. En el año 2012 contó con un presupuesto de 15,26 millones de euros y una inversión acumulada desde 1982 de 145,59 millones de euros.
Hasta el año 2004 el programa se caracterizaba por su orientación a becas en el extranjero (Alemania, Canadá, Estados Unidos, Francia, Gran Bretaña, India, Japón y China), pero en 2005 inició nuevos programas orientados a universidades españolas.
En el año 2012 se concedieron 110 becas para universidades españolas y 122 para universidades extranjeras a las que hay que sumar las becas de doctorado en biomedicina.
Programa de Inserción Laboral
El programa Incorpora, destinado a la promoción del empleo, facilitó 10 504 incorporaciones al mundo laboral en 2012. Este programa arrancó en 2006 y ha generado 53 133 oportunidades laborales a través de la colaboración con 22 000 empresas. Este modelo se está aplicando en otros países: Marruecos y Polonia. En 2013 se puso en marcha un programa de apoyo para la creación de 20 000 empleos para jóvenes dotado con 6 millones de euros.

#### CaixaProinfancia
Programa destinado a los menores en situación de pobreza y exclusión social a los que se ha destinado 295 millones de euros desde que nació en el año 2007 (46 millones en 2012). Presente en las 10 ciudades españolas más pobladas y ha distribuido ayudas a 204 000 niños y sus familiares.
Fuera de España se apoya al programa de vacunación infantil a través de la alianza con GAVI (2 millones de niños vacunados).

#### Alquiler Asequible
En 2004, se lanzó este programa que en la actualidad cuenta con 4000 inmuebles para jóvenes, personas mayores y familias con rentas inferiores a las de protección oficial.

#### Convocatorias de Ayudas a Proyectos Sociales
Aparte de los programas propios, las entidades sin ánimo de lucro que estén desarrollando proyectos en beneficio de colectivos en situación de vulnerabilidad pueden optar a recibir apoyo a través de las convocatorias de ayuda. En 2012 se apoyaron 963 iniciativas.
Premios a la Innovación Social
Desde 2017, la Fundación La Caixa convoca los Premios a la Innovación Social, que fueron los primeros galardones en España en reconocer proyectos de organizaciones sociales que introducen esta perspectiva transformadora para resolver retos emergentes. Anualmente, el premio está dotado con 15.000 euros y selecciona diez iniciativas ganadoras entre aquellas que fueron beneficiarias en las convocatorias de ayudas a proyectos sociales del año anterior.   En la primera edición se reconoció el trabajo de Ecos do Sur, Incide, Plena Inclusión Aragón, Fundación Cepaím, Llars Compartides, Harribide Fundazioa, LabCoop, Fundación Ave María y Asociación Proyecto San Fermín.

## Observatorio Social
El Observatorio Social de la Fundación ”la Caixa” es un espacio de debate y reflexión que tiene como finalidad estudiar el mundo actual y los retos de la sociedad divulgando el conocimiento de las ciencias sociales, con especial interés en las áreas de la acción social, la educación, la ciencia y la cultura.

#### Ámbitos de actuación
En primer lugar, apoya la investigación con el fin de convertirse en un referente en la difusión de conocimiento. Su meta principal es acercar este conocimiento a todos los ámbitos de la sociedad para enriquecer el debate público.
Además, difunde el contenido que genera a través de diferentes formatos como publicaciones o actividades. La línea de acciones de debate y reflexión que promueve se realiza en los CaixaForum, mayoritariamente en CaixaForum Macaya.

#### Convocatorias
El Observatorio Social de la Fundación ”la Caixa” genera conocimiento a través de convocatorias competitivas; que se complementan con estudios propios sobre cuestiones sociales, los cuales proponen ideas y resultados innovadores y científicamente contrastados.

- Por medio de la convocatoria anual de Investigación Social se financian proyectos que destacan por su carácter innovador y orientación social.

- A través de convocatorias flash se apoyan proyectos de investigación más cortos sobre distintas temáticas sociales.

- Con el objetivo de promover la relación y el trabajo conjunto entre el ámbito de la investigación (sector social) y el de la práctica (administración pública) y aumentar el impacto social de ambos ámbitos, el Observatorio también lanza la convocatoria Conecta.